# Nelly Landry
Nelly Adamson-Landry (* 28. Dezember 1916 in Brügge; † 22. Februar 2010) war eine belgische Tennisspielerin. Nach ihrer zweiten Heirat trat sie später für Frankreich an.
Sie gewann 1948 bei den Französischen Tennismeisterschaften den Titel im Dameneinzel. Sie besiegte im Finale Shirley Fry mit 6:2, 0:6 und 6:0. Bereits 1938 hatte sie im Endspiel gestanden, war dort aber der Französin Simonne Mathieu unterlag.
Sie war in erster Ehe mit dem US-amerikanischen Schriftsteller Tod Robbins (1888–1949) verheiratet. Ihre weiteren Ehemänner waren die französischen Tennisspieler Marcel Renault und Pierre Landry.